# Самойлов, Павел Анатольевич
Па́вел Анато́льевич Само́йлов (род. 23 января 1982, Томск, СССР) — российский футболист, защитник, тренер.

## Карьера
Профессиональную карьеру начинал в 2001 году в прокопьевском «Шахтёрe». В 2003 году играл в «Сибиряке», после чего перешёл в «Сибирь». 2008 год на правах аренды провёл в «Риге», за который провёл 8 матчей в Высшей лиге латвийского футбола, и барнаульском «Динамо». В 2009—2010 годах защищал цвета учалинского «Горняка». В 2011 году подписал контракт с клубом «Металлург-Кузбасс». В сезоне 2013/14 выступал за «Калугу». Завершил карьеру в клубе «Томь-2» в 2016 году.
После окончания карьеры стал тренером в академии клуба «Краснодар».

## Достижения
- Победитель зоны «Восток» Второго дивизиона (2): 2004, 2011/12
- Серебряный призёр зоны «Урал-Поволжье» Второго дивизиона: 2009
- Бронзовый призёр зоны «Восток» Второго дивизиона: 2014/15

## Личная жизнь
Брат Вячеслав (род. 1976) также был профессиональным футболистом. В составе «Шахтёра» и «Сибиряка» братья играли вместе.